# شيانغ يون
شيانغ يون (بالصينية: 向雲؛ بالإنجليزية: Xiang Yun) هي ممثلة سنغافورية، ولدت في 27 أكتوبر 1961 في سنغافورة.

## وصلات خارجية
- شيانغ يون على موقع IMDb (الإنجليزية)
- شيانغ يون على موقع قاعدة بيانات الفيلم (الإنجليزية)